# 那棱格勒河

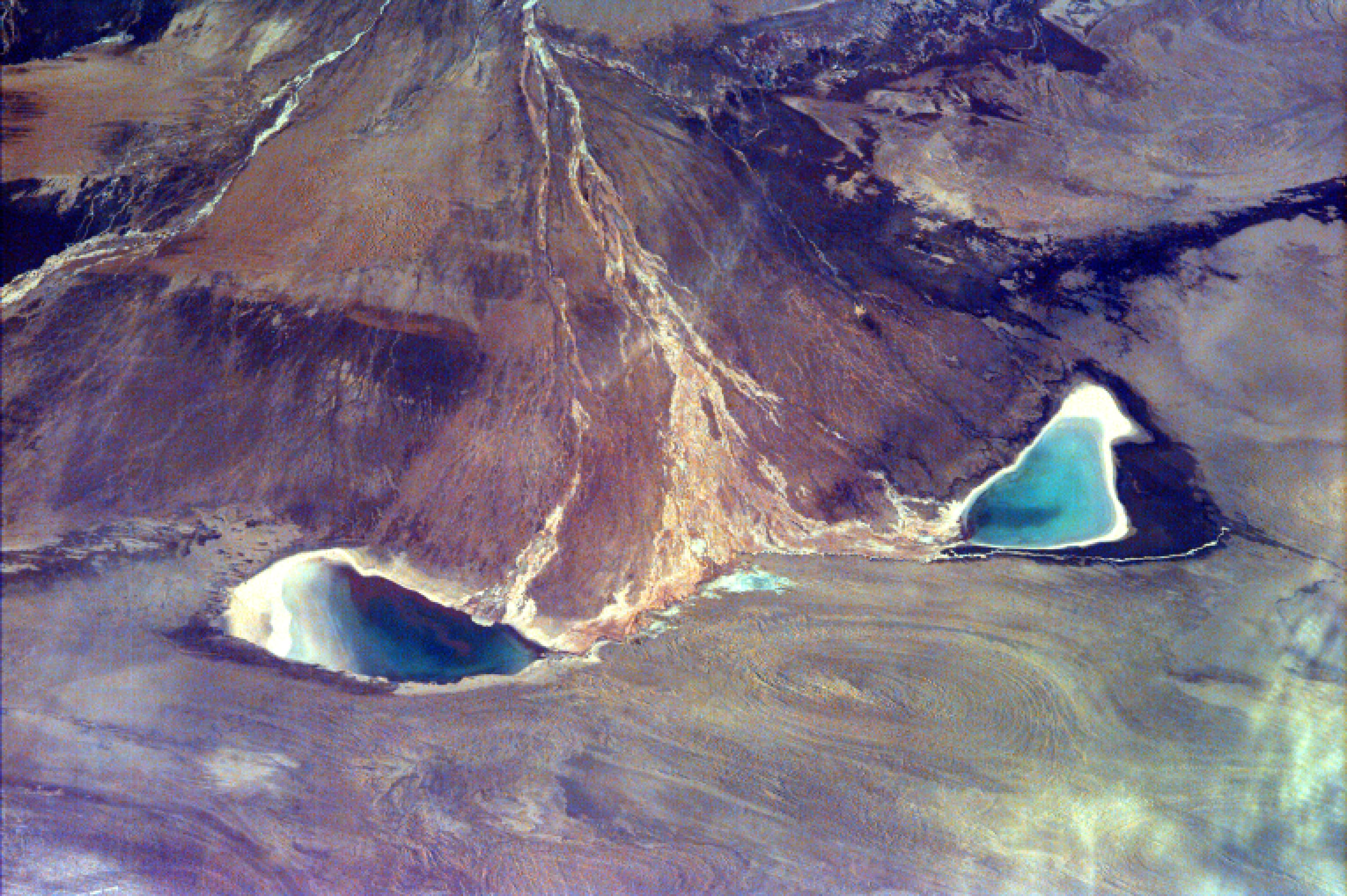
下游河口冲积扇和东台吉乃尔湖（左）与西台吉乃尔湖，本卫星图上南下北。

那棱格勒河也作那仁郭勒，位于中华人民共和国青海省西南部的一条河流，是青海省西部流域最广、流量最大、流程最长的内陆河。河名蒙古语意为“细长的河”，因河床狭窄细长而得名。发源于治多县西北角，昆仑山脉雪莲山南麓，源流为长约11.9千米的季节性河流，东南流入库水浣，湖水从东部山谷堆积的砂砾石层渗出，东流约40千米进入太阳湖，前20余千米河道季节性有水，后10余千米常年有水。干流从太阳湖东侧流出后向东流经布南湖后，东行约138千米右纳圆头山河后折向北，穿过博卡雷克塔格山脉，在布伦台牧点以东约7千米处左纳最大支流楚拉克阿拉干河后转东流，约23.8千米右纳浑德伦河后再转东北流，约50千米后于那棱格勒沙丘东缘一带左侧形成多股季节性分支，约12千米后穿过303省道（格芒公路），继续东北流约36千米后各分支相继汇入东台吉乃尔河，干流左纳东台吉乃尔河后转东流，以下河段也称“台吉乃尔河”，东流约28千米后再次转向东北流，蜿蜒约72千米注入东台吉乃尔湖，有多股季节性分支从主流折向东北处开始向北散流分别注入西台吉乃尔湖和鸭湖。河流全长574千米，流域面积26000多平方千米。那棱格勒河河道弯曲，水系较发育。流域内地形地貌多样，自尚而下分别流经高山、丘陵、戈壁、沙漠、细土绿洲和沼泽。流域内人口稀少，下游分布有一些牧业点。
2010年7月那棱格勒河发生特大洪水，采盐企业在东、西台吉乃尔湖抢险救灾，分别修筑数十公里长堤，封堵入湖通道，11亿方洪水注入鸭湖，水面迅速扩展到300平方公里，形成罕见的水上雅丹。鸭湖水位达到一定高度后，再经西台吉乃尔湖北岸的苦水沟，绕道流入最西端的一里坪湖。东台吉乃尔湖失去了河水补充后，水位下降，泥沙沉淀，显得极为清澈，成了旅游地。
那棱格勒河干流水力资源理论蕴藏量21.03万千瓦，2015年于格尔木市乌图美仁乡西南约40千米的那棱格勒河干流开工建设那棱格勒河水利枢纽工程，属于国家172项节水供水重大水利工程之一，是柴达木盆地水资源配置体系的骨干水源工程，以城镇生活供水、工业供水和防洪为主，兼顾发电。水库库容5.88亿立方米，电站装机2.4万千瓦，多年平均发电量为8064万千瓦时；工程可研批复总投资22.67亿元；最大坝高78米；水库多年平均供水量为2.64亿立方米，其中格尔木工业园区为1.53亿立方米，茫崖工业园区为0.57亿立方米，冷湖工业园区为0.54亿立方米。根据那仁郭勒水文站测定，该河夏季富水期径流量占全年的59.6%，冬季枯水期径流量占全年的6%。

## 备注
1. ↑  有些地图和资料将楚拉克阿拉干河标注为那棱格勒河上游。
2. ↑  有些地图和资料将台吉乃尔河标注为干流，《中国河湖大典·西北诸河卷》则称那棱格勒河下游与其同名。因为那棱格勒河各分支季节性与台吉乃尔河相汇，所以看上去那棱格勒河应为台吉乃尔河支流。